# 在日イエメン人
在日イエメン人（ざいにちイエメンじん、アラビア語: يمنيون في اليابان）は、日本に一定期間在住するイエメン国籍の人々である。

## 統計
日本の法務省の在留外国人統計によると、2022年12月末時点で在日イエメン人は139人である。
在留資格別（3位まで）
| 順位 | 在留資格 | 人数 |
| ---- | -------- | ---- |
| 1    | 定住者   | 44   |
| 2    | 家族滞在 | 30   |
| 3    | 永住者   | 15   |

都道府県別（3位まで）
| 順位 | 都道府県 | 人数 |
| ---- | -------- | ---- |
| 1    | 東京     | 42   |
| 2    | 千葉     | 16   |
| 3    | 埼玉     | 15   |